# 3.ª Flota Aérea (Luftwaffe)
La 3ª Flota Aérea (Luftflotte 3) fue una unidad militar de la Luftwaffe durante la Segunda Guerra Mundial.

## Historia
Fue formada el 1 de febrero de 1939 a partir del 3° Comando del Grupo de la Fuerza Aérea en München. El 26 de septiembre de 1944 es redesignada como Comando de la Fuerza Aérea Occidental.

## Comandantes
- Generalfeldmarschall Hugo Sperrle (1 de febrero de 1939 - 23 de agosto de 1944)
- Coronel General Otto Dessloch (23 de agosto de 1944 - 22 de septiembre de 1944)
- Teniente General Alexander Holle (22 de septiembre de 1944 - 26 de septiembre de 1944)

### Jefes de Estado Mayor
- Mayor general Maximilian Ritter von Pohl (1 de febrero de 1939 - 10 de junio de 1940)
- Coronel Günther Korten (11 de junio de 1940 - 31 de diciembre de 1940)
- Mayor general Karl Koller (1 de enero de 1941 - 23 de agosto de 1943)
- Teniente General Hermann Plocher (1 de octubre de 1943 - 26 de septiembre de 1944)

## Bases
| 1 de febrero de 1939 - agosto de 1939              | Múnich                  |
| Agosto de 1939 - septiembre de 1939                | Roth, cerca de Nürnberg |
| Septiembre de 1939 - junio de 1940                 | Bad Orb                 |
| Junio de 1940 - agosto de 1944                     | París                   |
| Agosto de 1944 - 2 de septiembre de 1944           | Arlon                   |
| 2 de septiembre de 1944 - 26 de septiembre de 1944 | Mannheim-Sandhofen      |

## Orden de Batalla
Controlando las siguientes unidades durante la guerra
- Escuadrilla de Enlace/3° Flota Aérea
- I Cuerpo Aéreo – (octubre de 1939 – 15 de mayo de 1940 y en agosto de 1940 – mayo de 1941)
- II Cuerpo Aéreo – (22 de septiembre de 1939 – julio de 1940 y en diciembre de 1943 – agosto de 1944)
- IV Cuerpo Aéreo – (julio de 1940 – mayo de 1941)
- V Cuerpo Aéreo – (octubre de 1939 – mayo de 1941)
- VIII Cuerpo Aéreo – (13 de mayo de 1940 – y en agosto de 1940)
- XI Cuerpo Aéreo – (mayo de 1941 – septiembre de 1944)
- X Cuerpo Aéreo – (1 de abril de 1944 – 5 de septiembre de 1944)
- II Cuerpo de Caza – (septiembre de 1943 – septiembre de 1944)
- 2° División Aérea – (enero de 1944 – julio de 1944)
- 5° División Aérea – (febrero de 1939 – octubre de 1939)
- 6° División Aérea – (febrero de 1939 – octubre de 1939)
- Comando de Aviación del Atlántico – (marzo de 1941 – 1 de abril de 1944)
- Comando Superior de Caza Occidental – (1942 – septiembre de 1943)
- 2° Comando Aéreo de Caza – (mayo de 1941 – 1942)
- 3° Comando Aéreo de Caza – (enero de 1940 – 1942)
- Comando Aéreo de Caza Sur de Alemania – (febrero de 1943 – 1943?
- Comando Aéreo de Caza Sur de Francia – (después de 1942 – septiembre de 1943)
- VII Comando Administrativo Aéreo – (octubre de 1937 – 21 de marzo de 1941)
- XII Comando Administrativo Aéreo – (octubre de 1937 – 21 de marzo de 1941 (Antiaéreo solamente, el resto de 1 de enero de 1943)
- XIII Comando Administrativo Aéreo – (octubre de 1937 – 30 de enero de 1941)
- Comando Administrativo Norte Francia-Bélgica – (mayo de 1941 – septiembre de 1944)
- Comando Administrativo Holanda – (mayo de 1941 – enero de 1944)
- Comando Administrativo Francia Occidental – (junio de 1940 – septiembre de 1944)
- 3° Comando Área de Reemplazo z.b.V. – (abril de 1940 – junio de 1940)
- 16° Comando Área de Reemplazo z.b.V. – (abril de 1940 – junio de 1940)
- I Cuerpo Antiaéreo – (octubre de 1939 – septiembre de 1940)
- II Cuerpo Antiaéreo – (diciembre de 1940 – marzo de 1941)?
- III Cuerpo Antiaéreo – (febrero de 1944 – septiembre de 1944)
- 3° Regimiento Aéreo de Comunicaciones
- 13° Regimiento Aéreo de Comunicaciones
- 23° Regimiento Aéreo de Comunicaciones